# Fivre
La Fivre (Fabbrica Italiana Valvole Radio Elettriche - Milano) è stata un'azienda italiana di produzione di valvole termoioniche e componenti elettronici in genere.
Il suo logo consisteva nella scritta FIVRE racchiusa in un cerchio, con le lettere rosse in stampatello.

## Storia
La FIVRE fu costituita nel 1932 per iniziativa di Bruno Antonio e Umberto Quintavalle nella forma di società anonima. Pur formalmente esterna al sistema della Fabbrica Italiana Magneti Marelli, e successivamente staccata dallo stesso, la FIVRE fu inizialmente una delle creazioni settoriali del gruppo Marelli, pensata allo scopo di esternalizzare la produzione. Come la RadioMarelli era stata ideata nel 1929 per produrre radio italiane, la FIVRE fu voluta per produrre anche componentistica nazionale, ed entrò a far parte della Fabbrica Italiana Magneti Marelli. Amministratore delegato era Bruno Antonio Quintavalle, mentre procuratore generale era Umberto Quintavalle.
Lo stabilimento di produzione fu localizzato a Pavia, in via Fabio Filzi, insieme all'ufficio pubblicazioni tecniche; la sede centrale e quella del servizio pubblicazioni tecniche erano a Milano in via Guastalla 2, e quella amministrativa in corso Venezia 13. Nel 1937 a Sesto San Giovanni vennero inaugurati due altri stabilimenti per valvole termoioniche riceventi e trasmittenti (Fivre II). Nel 1938, mentre veniva inaugurato un nuovo stabilimento per le candele d'accensione per aeroplani (Magneti Marelli IV), si costruì un impianto dedicato soprattutto alla ricerca, e molto operativo nel dopoguerra, a Firenze (Stabilimento II) in via Panciatichi 30. Distrutto durante la guerra, fu ripristinato alla fine degli anni quaranta.
Nonostante l'idea autarchica di progettare, brevettare e costruire componenti in proprio per rifornire le aziende italiane di apparati radio, la FIVRE si limitò per lungo tempo alla produzione di tubi a vuoto su licenza R.C.A. Radiotron, usando inizialmente macchinari di produzione americana. Solo in un secondo tempo venne sviluppato un sistema di ricerca autonomo.
La FIVRE nel 1935 arrivò a produrre oltre 700 000 valvole all'anno, contro un fabbisogno nazionale di 800 000. Nel 1936 la produzione arrivò a toccare le 900 000 unità. Alcune valvole FIVRE (modelli 57-58-57-47-80 ) col bulbo in vetro trasparente rosso, avevano la caratteristica di recare stampigliato a caldo sullo zoccolo il numero di telaio della radio, in modo da rendere più semplice la sostituzione del modello: la pratica era possibile dato lo scarso numero di modelli in produzione.

### La seconda guerra mondiale
In ambito militare, la FIVRE sviluppò alcuni prodotti interessanti. Una valvola - progettata in Italia da Castellani e del cui sviluppo definitivo la FIVRE si occupò nel 1941 (la FIVRE 1628) - poteva consentire ai radar di raggiungere una potenza di picco di 10 kW.
Assieme ad altre aziende (SAFAR, Allocchio Bacchini, la stessa Radio Marelli, IMCA Radio, Philips Italiana, Officine Marconi, Telefunken Italiana) anche la FIVRE partecipò allo sviluppo dei radar “Gufo (E.C. 3 ter)”, “Folaga”, “Lince”. La Regia Marina chiese alla FIVRE la costruzione di un particolare tubo oscillante di alta frequenza e potenza (un “magnetron”) per i radar da installare sulle proprie navi; partecipò infine alla costruzione degli apparati rice-trasmittenti Allocchio Bacchini RA350/I di e AR-18 per la stazione radio dei Savoia Marchetti SM79. Sul ricevitore ARI 8 dell'aeronautica militare, era montata la FIVRE EIR.

### Il dopoguerra
Nel dopoguerra la FIVRE diversificò la propria produzione. L'azienda degradò la qualità dei suoi prodotti, non riuscendo al contempo a proporre componentistica innovativa. Al contrario, quando le quantità richieste erano molto basse, FIVRE si limitava a rimarcare con il suo logo i componenti prodotti da altre fabbriche.
Dal 1952, oltre alle valvole termoioniche, che anche in Europa stavano per essere superate dai transistor, la FIVRE si dedicò alla produzione dei cinescopi TV in bianco e nero.

### Nuove produzioni e crisi
Lo stabilimento produttivo di Firenze era già in crisi negli anni sessanta. Nel gennaio 1963 si ebbe un'occupazione della fabbrica, durata poi 18 giorni. Furono denunciati per il gesto centoquarantasette operai e fu presentata alla Camera dei Deputati da Mazzoni ed altri nella seduta del 10 febbraio 1965. Dal 1976 - nello stabilimento di Firenze - la Fivre indirizzò ad una nuova produzione di nicchia. Al luogo di commesse militari, con i suoi tubi monocromatici per la visualizzazione di dati, venne data risposta alle richieste del settore dell'informatica, espandendosi sul mercato europeo. Venivano prodotte valvole trasmittenti e industriali, tubi a raggi X per diagnostica, cuffie a protezione integrale ed altri accessori.
FIVRE Firenze - cambiando nome in VALFIVRE - confluì poi in una nuova società con sede a Calenzano, in via Baldanzese 17, di fatto venendo assorbita in un'azienda già esistente dagli anni venti per la produzione di tubi elettronici in alto vuoto per apparecchiature radio trasmittenti e riceventi. La nuova società, costituita con la FIVRE, passò dalla produzione di valvole alla produzione di cinescopi televisivi, poliodi per applicazioni trasmittenti, tubi ad onde progressive, alla produzione di sorgenti laser. Il marchio tuttora esistente è stato acquisito da diverse aziende, essendo oggi gestito da Esse A.
Lo stabilimento di Pavia, rinnovato nel 1955, abbandonò la prospettiva di inseguire il mercato dell'elettronica di consumo e del televisore a colori. Già in crisi nella metà degli anni sessanta, con la sospensione di 153 operai e vari licenziamenti che diedero spunto a interrogazioni parlamentari da parte del senatore Piovano, nel biennio 1984-86 si trovò a dover fronteggiare perdite di esercizio pari al 10% del proprio fatturato annuo. La riduzione del costo degli scarti, permise di risanare la società, chiudendo l'esercizio 1986 in pareggio con 60 dipendenti in meno, un aumento del fatturato del 5% ed una percentuale di vendite all'estero del 70%. All'inizio degli anni novanta dovette ricorrere nuovamente a strumenti di concordato preventivo ed ammortizzatori sociali. La FIVRE si concentrò quindi sull'elettronica dell'auto, settore in cui era entrata a supporto della Magneti Marelli già nel 1978: circuiti a "film spesso", accensione, alternatori, transistor, circuiti elettronici, fino alle centraline. La sede pavese venne abbandonata - e demolita nel 2007 - e l'intera produzione spostata dalla Magneti Marelli a Corbetta negli anni duemila. Con tale delocalizzazione produttiva, il marchio FIVRE ha cessato di essere utilizzato.